# Belgický frank

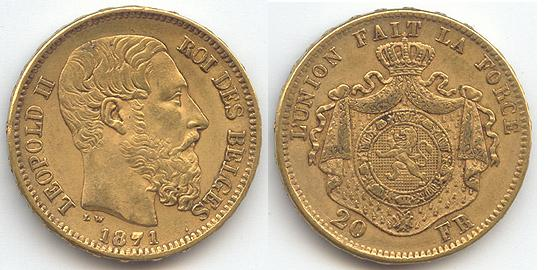
Mince v hodnotě 20 belgických franků z roku 1871 (období latinské měnové unie)

Belgický frank (nizozemsky Belgische frank, francouzsky franc belge, německy Belgischer Franken) byl oficiální měnou Belgického království v letech 1832 až 2002. Jeho ISO 4217 kód byl BEF. Jedna setina franku se nazývala centime.

## Historie a status měny
Belgický frank byl zaveden roku 1832 jako státní měna Belgického království těsně po procesu jeho vzniku Belgickou revolucí (1830-1831), v níž se Belgické království vydělilo ze Spojeného království Nizozemského.
V roce 1865 vytvořilo Belgické království spolu s Druhým Francouzským císařstvím, Italským královstvím a Švýcarskem Latinskou měnovou unii (k té se v roce 1868 přidaly Španělské království a Řecké království a v roce 1889 se přidaly Rumunské království, Srbské království, Bulharské knížectví, Venezuela a San Marino), která spočívala ve stanovení obsahu stříbra v jedné minci každé členské národní měny na 4,5 gramu, případně obsahu zlata v jedné minci každé členské národní měny na 0,290322 gramu, zároveň součástí dohody byla vzájemná volná směnitelnost všech členských měn, u mincí s normovaným obsahem drahého kovu tedy vždy v poměru 1:1. Latinská měnová unie byla rozpuštěna roku 1927.
Belgie a sousední Lucembursko spolu spolupracují v rámci Belgicko-lucemburské ekonomické unie. Jejich měny – belgický a lucemburský frank – byly mezi lety 1922 a 1999 (s výjimkou období mezi 1935 a 1944) pevně propojené v paritním kursu 1:1. De iure bylo tedy možno používat belgické franky na lucemburském území a naopak, v praxi však obchodníci občas odmítali přijímat měnu sousedního státu.
Při zavedení eura jako bezhotovostní měny byl směnný kurs mezi frankem a eurem stanoven na 1 EUR = 40,3399 BEF = 40,3399 LUF. Od roku 1999 byl frank pouze dílčí jednotkou eura, od 1. ledna 2002 je po krátkém duálním oběhu franku a eura (mezi 1. lednem 2002 a 28. únorem 2002) v oběhu pouze euro.

## Mince a bankovky
Posledními mincemi belgického franku před zavedením eura byly mince o hodnotách 1, 5, 20 a 50 franků.
Bankovky byly vydány pouze v hodnotách 100, 200, 500, 1000, 2000 a 10 000 franků. Bankovky franku lze vyměnit u Národní belgické banky za euro bez časového omezení